# چووا دره
چووا دره (به انگلیسی: Chowa Dara) یک منطقهٔ مسکونی در پاکستان است که در خیبر پختونخوا واقع شده‌است.